# 黃金海岸殖民地
黄金海岸是英国在西部非洲几内亚湾的殖民地，1957年独立为加纳。
1471年，葡萄牙人成为了第一批抵达当地的欧洲人。他们发现当地存在多个各有不同的王国，其中几个控制着蕴藏量极大的金矿。1482年，葡萄牙人兴建了黄金海岸的首个欧洲人定居点埃爾米納堡。他们以此为基地进行奴隶、黄金、刀子、项链、镜子、朗姆酒和枪支贸易。葡萄牙人取得商业成功的消息很快就传回了欧洲，所以英国、荷兰、丹麦、普鲁士和瑞典商人最终都在当地开展了贸易。欧洲商人沿岸兴建了数座堡垒。黄金海岸在很长一段时间内都是欧洲人对这个地区的称呼，因为当地蕴藏了大量黄金。多年以来当地的主要商品都是奴隶。
1867年，英国政府在解散非洲商业公司（African Company of Merchants）、充公公司沿岸的土地之后建立了英属黄金海岸。除此之外，英国还取得了其他欧洲国家在这一地区的产业，分别在1850年和1872年吞并了丹属黄金海岸（Danske Guldkyst）和荷属黄金海岸（Nederlandse Goudkust）。英国也通过入侵当地的王国，尤其是阿散蒂联邦和方提联邦（Fante Confederacy）的方式，不断扩张殖民地。阿散蒂在欧洲人抵达之前就已经控制了加纳的大部分地区，所以经常与欧洲人爆发冲突。他们是加纳最大的族群。英国和阿散蒂之间爆发了四场战争（英国-阿散蒂战争）。
第一次英国阿散蒂战争（1822年－1824年）因为英方不满阿方的酋长和阿方进行的奴隶贸易而爆发。1874年双方的关系再度变得紧张，第二次英国阿散蒂战争也因此爆发，战争期间英军洗劫了阿散蒂的首都库马西。第三次英国阿散蒂战争（1893年－1894年）因为阿散蒂新君希望加强自己的统治而爆发。1895年－1896年，英国和阿散蒂进行了最后一场战争，在这场战争中阿散蒂失去了独立。1900年，阿散蒂爆发叛乱（金凳子之战），英军在平乱后进占库马西。1902年，阿散蒂终于成为英国殖民地，北方領土成為英國保護國。
到了1901年，整个黄金海岸都已经成为了英国殖民地，所有王国和部落都都被合为了一体。英国人出口当地的各种自然资源，如黄金、铁矿石、钻石、象牙、胡椒、木材、谷物和可可。殖民者修筑铁路、建设复杂的运输设施，为现代加纳的交通系统立下了基础。他们也建立了西式的医院和学校向帝国子民提供现代的福利。
1945年，殖民地的原住民在第二次世界大战结束、全球开始去殖民地化进程的背景下要求更大的自治权。1956年，英属多哥兰、阿散蒂和北方領土并入黄金海岸，成为一个殖民地。1957年，殖民地以加纳之名取得独立。

## 历史

### 英国统治的建立
19世纪初，英国人通过征服或购买的方式取得了沿岸的大部分堡垒。英国统治这一地区并最终在这一地区建立殖民地的第一个原因是，阿散蒂经常发动战争，导致贸易受到了干扰。第二个原因是，这一地区存在英国急于减少乃至废除的奴隶贸易。
在19世纪的大部分时间里，阿坎内陆最强大的国家阿散蒂都在扩张自己的领土、保护自己的贸易。1807年，阿散蒂对沿岸地区进行了首次入侵（阿散蒂-方提战争）。随后它又分别在1811年（加-方提战争）和1814年（阿散蒂-Akim-Akwapim战争）南下。这几场战争虽然不具决定性，但却干扰了皮毛、象牙、橡胶和棕櫚油等商品的贸易，并且威胁了欧洲堡垒的安全。英国、荷兰和丹麦当局都被迫与阿散蒂谈判。1817年，非洲商业公司和阿散蒂签署了一个友好条约，承认阿散蒂对沿岸大片地区的主权。
沿岸的原住民，如方提人和阿克拉的加人（Ga）都向英国发出求助，不过非洲商业公司所能提供的保护并不多。英国政府因此在1821年解散了公司，并且将沿岸堡垒的管辖权交给了塞拉利昂总督查尔斯·麦卡锡（Charles MacCarthy）。在1850年之前，黄金海岸和塞拉利昂都受同一个政府管理。麦卡锡的任务是平息当地的纷争、结束当地的奴隶贸易。他一开始打算通过支持沿岸地区的民众反对库马西政权、关闭通往沿岸的道路来实现目标。但是纷争仍然不时出现。1824年，麦卡锡在宣战后领兵进军内陆，结果阵亡。阿散蒂军队随后在1826年南下入侵沿岸地区，不过被英国、方提和阿克拉的联军击退。
19世纪20年代末，英国政府将黄金海岸的控制权归还给新近恢复的非洲商业公司。不过英国和阿散蒂的关系到了这时仍然存在众多问题。阿散蒂人认为英国人没有控制好他们在沿岸的盟友。如果英国人做到了这一点，他们就不需要在沿岸强行推行和平。阿散蒂人以为，英国人的言论乃至行动，都说明了欧洲人，尤其是英国人并不尊重阿散蒂人。
1830年，伦敦的公司商会派遣陆军上尉乔治·麦克莱恩（Captain George Maclean）到黄金海岸担任地方商会会长。麦克莱恩的正式司法权虽然十分有限，但却取得了不少成就。比如说，他在1831年和阿散蒂人签署了和平条约。而且，麦克莱恩还通过定期召开会议，惩罚破坏和平者的方式加强了对沿岸居民的监管。在他担任总督的十三年（1830年－1843年），阿散蒂都一直与英国维持和平。当地的贸易额据说也增长了三倍。
英国国会的委员会得悉建议麦克莱恩的成就后，建议政府永久管理黄金海岸，并且和沿岸的部落签署条约，界定英国和他们之间的关系。1843年，政府依照委员会建议重新对殖民地进行直接管治。陆军中校亨利·沃斯利·希尔（Commander Henry Worsley Hill）获任为第一任黄金海岸总督（Governor of the Gold Coast）。在麦克莱恩时期，沿岸已经有数个部落自愿接受英国保护。希尔定明了他的司法权适用范围和管辖范围。他和一些部落酋长签署了一个特别条约，称为1844年契约（Bond of 1844）。条约规定签约的酋长必须将凡有严重罪行（如谋杀、抢劫）的人交给英国人审判。这一条文为英国日后的殖民提供了法律依据。
随着时间的推移，越来越多沿岸，甚至是内陆的部落都与英国缔结了条约，而英国的势力范围也被人接纳，并且不断巩固扩张。根据1844年的条约，英国人会为沿岸地区的居民提供保护。一个非正式的保护国由此形成。因为保护盟友、管理保护国的负担越来越重，所以黄金海岸的政府在1850年分离了塞拉利昂的政府。
同时间，接受英国保护的优势的认受性，引领当地政治进入了一个新的阶段。1852年4月，地方酋长、长老为了提高岁入，在海岸角与总督召开了会议。总督批准了他们成立立法机构酋长会议。总督指出酋长会议应该成为一个保护国宪政机制的固定组成部分，不过酋长会议实际上没有通过法律或者是征收税款的特定宪制权力。

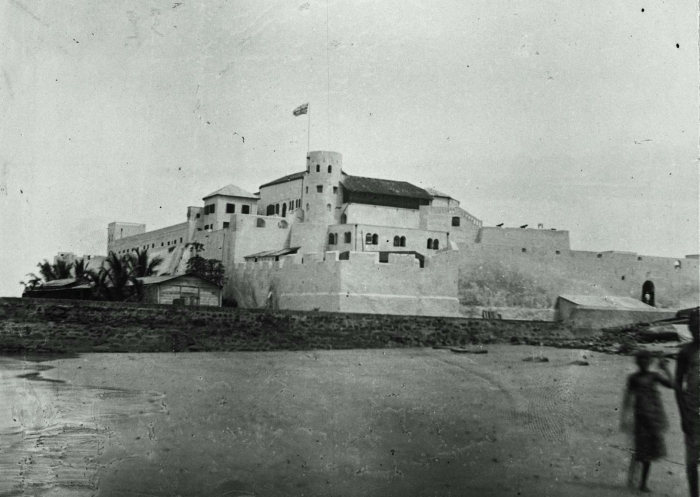
英国在1873年购买了由葡萄牙人建成的埃爾米納堡。堡垒又名圣乔治堡，现时是世界遗产。

1872年，英国购买了包括埃爾米納堡在内的荷属黄金海岸，使自己在当地势力进一步扩大。一直视荷兰人为盟友的阿散蒂人因此失去了最后一条贸易管道。阿散蒂人为了保障自己的利益，在1873年对沿岸发动了最后一次入侵。最初他们取得了一些成功，不过最后他们还是被训练有素的英军击退到普拉河附近。英军指挥官陆军少将嘉內德·沃爾斯利爵士拒绝进行谈判。为了一劳永逸解决问题，英军调动了可观的兵力入侵阿散蒂。1874年1月出发的远征军（由2,500名英国士兵以及众多非裔辅助兵组成）最后占领并焚毁了库马西。
阿散蒂人随后在和约中放弃了对南部地区的所有主权宣称。他们还必须保证通往库马西的贸易道路畅通无阻。阿散蒂从此开始不断衰落。因为附属国不断脱离、投向英国，所以联邦开始解体。条约的执行导致冲突再度出现。1896年，英国派出了另一支军队占领了库马西，并且罢黜流放了阿散蒂王（Asantehene）。
联邦的主体国也开始逐步接受条约。1900年，阿散蒂人发动了金凳子之戰（War of the Golden Stool），不过英军在次年就击败了他们。1902年，英国宣布阿散蒂已经成为殖民地，接受黄金海岸总督节制。此事令双方都产生了忧虑和不满。阿散蒂屈服、接受吞并后，英国在该地区的殖民成为了事实。

### 英国统治的巩固

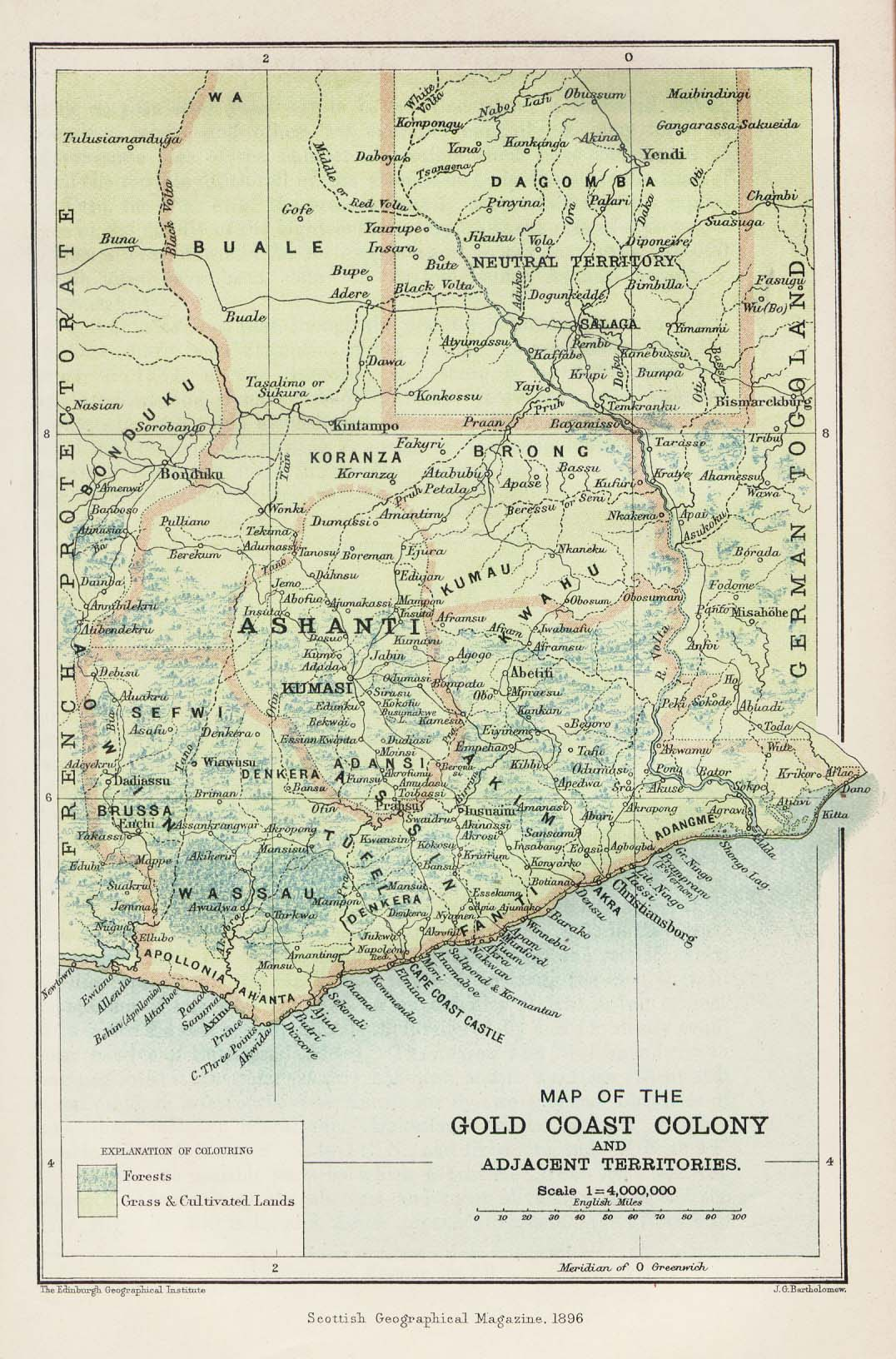
1896年黄金海岸地图。

黃金海岸（Gold Coast）、阿散蒂（Ashanti）、北部领土（Northern Territories）和英属多哥兰（Togoland）地图。

阿散蒂和方提的军事对立令英国得以扩张势力。正是阿散蒂的军事压力导致了方提成员国签署1844年契约。理论上英国人根据契约而得到的司法权十分有限，只能审理谋杀和抢劫案件。而且也不能未经国王、酋长和保护国人民的同意自行扩大司法权。但实际上英国人篡夺了越来越多的司法权，所以到了19世纪50年代，他们已经取代了地方宫廷实行自己的统治。
为了行使越来越大的司法权，并且确保沿岸地区的民众受到严格的控制，英国在1874年击败阿散蒂之后宣布沿岸保护国为直辖殖民地。除了沿岸的地区之外，和阿散蒂接壤的有争议边境地区也包括1874年7月24日建立的黄金海岸殖民地之内。
沿岸地区的民众对此事并不热情。英国人没有咨询他们的意见就擅自行事，对待他们1844年契约签署国的方法就像征服国对待被征服国一样。不过英国人并没有对当地宣称主权，这大概是为了避免在民众之间激起更大的不满情绪。在此之后，英国人随即将殖民地首府由海岸角搬到阿克拉克里斯蒂安堡（Christiansborg）。
英国的势力范围最终延伸到了阿散蒂地区。1896年，英国在再次击败阿散蒂后，就将后者收为保护国。英国以兼掌民事、刑事司法权的驻扎官取代了阿散蒂王。所有阿散蒂成员国都由库马西分开管理，而库马西则听命于黄金海岸总督。如前文所述，阿散蒂在1901年又一次战败后成为了殖民地。
同时间，英国对阿散蒂北面的广阔土地（通称为北部领土）的兴趣越来越大。英国人抢先占领北部领土是为了避免这块土地落入在周边迅速扩张的法国人和德国人手中。英国官员在19世纪80年代开始渗透这一地区。到了1896年，英国的势力范围已经扩张到通过阿散蒂与沿岸地区进行贸易的北部领土。1898年，英法德三国友好地划分了北部领土和法德殖民地的边界。1902年，北部领土成为英国保护国。
和阿散蒂保护国一样，北部领土由向黄金海岸总督负责的驻扎官管理。在1946年前，总督都依照制誥统治阿散蒂及北部领土。
在北部也受到英国控制后，整个地区实际上成为了称为“属土”或“黄金海岸”的单一政治实体（直辖殖民地）。现代加纳的版图在1956年5月英属多哥兰托管地（今沃爾特地區）公投加入黄金海岸后得才实现。

## 政治架构
1850年后，受行政局及立法局辅助的英国总督逐渐取得了沿岸地区的控制权。行政局是由欧裔官员组成的咨询机构，成员可以提出推行新法例、开征新税项，不过提议都需要经过总督同意才可以落实。立法局的议员部分由行政局兼任，部分由英资企业代表担任。1900年后，立法局才拥有了六名来自当地西化社群的非裔议员。在很长一段时间里，阿散蒂和北部领土的非裔居民都被排除在立法局之外。1925年之前所有立法局的议员都由总督任命。立法局官守议员的人数一直多于非官守议员的人数。
虽然地方的实际管理仍然委托给地方政府，但是中央殖民政府的逐步建立仍然导致了地方行政的中央化。地方的特别职责、传统国家在地方管理中的角色仍然有清晰界定。
地方政府的架构具有历史渊源。酋长和长老组成的会议对乡村居民的需要具有几乎是排他性的责任。不过，会议并没有自己的权利，全靠被治者的支持进行统治。酋长选自统治阶级。一个传统领袖之所以能够维持统治，不仅仅是因为他是贵族的选择，也是因为他得到了人民的接受。不能实现社群意愿或者是达到社群期望的酋长为长老所废除是非常常见的事情。

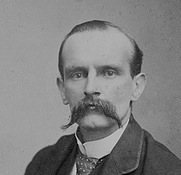
英国殖民地官员盧吉，曾著书探讨间接统治政策。

传统酋长在英国非洲殖民地的间接统治（Indirect rule）制度之中具有相当重要的地位。间接统治制度的设计者盧吉认为这一制度通过减少欧裔官员的方法大幅降低了开支。允许地方统治者对臣民实行统治，会令土著对西方统治的反感程度降到最低。不过酋长必须接受西方上级的指示。盧吉认为这一计划更有利于开化土著，因为传统统治者会由此接触到西方的政治组织及价值观。除此之外，间接统治还有利于维持法律与秩序。
对于黄金海岸来说，实行间接统治是必要的。在有效殖民之前，英国人的意图是使用武力、条约控制阿散蒂和北部的酋长。一旦间接统治贯彻落实之后，酋长就要对背后的殖民政府负责。酋长的权力在多方面来说都因此得到了增强。部分人因而批评政策削减了传统政治制度中民众参与的成份。虽然理论上政策有众多优势，但是实际上这一政策导致了酋长凡事都依照上级的意旨而非民众的意见行事。
许多酋长和长老开始自视为统治贵族。他们的会议通常有殖民政府的官员主持。官员会赋予他们各种勋衔以作奖励。虽然间接统治保留了传统的政治形式和权力来源，但是它没有提供足够的机会给受过教育而且满怀理想的年轻人投身国家建设。另一部分人则因为地方会议和中央政府缺乏有效合作、英国分区专员权力过大而不满。
1925年，殖民地的三个部分都成立了省级酋长会议，令酋长可以或多或少地在全殖民地的层面发挥作用。随后发表的1927年地方管理条例（Native Administration Ordinance）则替换了将酋长置于英国人监管之下的1833年协定。政府发表章程的目的是界定规管酋长和会议的权力范围。条例赋予了会议解决选举引起的纷争以及罢免酋长的权力。选举酋长的程序得到了闡述。司法权也受到了界定和代表。会议也得到了根据所在地区在得到政府同意下定义习惯法的权力。省级会议有权在不同层级的酋长意见出现分歧的时候决定习惯法的事宜。不过，在1939年地方财政条例（Native Treasuries Ordinance）出台之前，会议都不能预算拨款。1935年地方政府条例（Native Authorities Ordinance）通过后，中央殖民政府和地方政府整合为了一个新的管理体系。新设的地方官员将由总督任命，省级专员监管，权力比以往更大。
1948年，加纳民众决定要争取独立。省级会议变得不受欢迎。即使是在英国人的角度来说，酋长都没有足够的权力在间接统治中发挥作用。部分人认为英国人在削弱民众能动性的前提下扩大酋长的权力显示出英国人不想政府当中具有任何形式的民众参与。

## 经济及社会发展
黄金海岸的社会、经济和教育在20世纪得到了显著发展。交通受到了极大的改善。举例而言，英国人扩建了1898年动工的塞康第─塔科拉迪铁路，令南部绝大部分的商业中心最终都连接了起来。而整个殖民地的公路到了1937年也已经有9,700公里之长。电报和邮政服务也开始出现。
英国也在这一时期将各种新作物带到殖民地。1878年引进的可可树成为了内陆农民种植的第一种经济作物。在20世纪20年代巴西的可可树因为疾病而大量死亡之后，可可制品的就成为了殖民地的重要经济支柱。可可豆的生产大部分都由原住民完成。政府在1947年成立了可可豆销售委员会（Cocoa Marketing Board）协助农民稳定生产并且销售作物。到了40年代末，黄金海岸出口的可可豆已经占有世界供应的一半以上。
木材和黄金的出口进一步提高了殖民地的收入。在20世纪之前，当地的黄金都掌握在土著手中。不过，随着开采技术的逐步发展，殖民地的金矿也逐渐落入了外人手中。举例而言，1897年建立的阿散蒂金矿公司（Ashanti Goldfields Corporation）就取得了160平方公里富矿土地的开采权。虽然个别部落因为出售开采权获得了巨额利益，但是因为采矿业而得益的整体上都是西方企业和殖民政府。政府用殖民地的自然资源出口得益改善了内部基础设施和社会服务。当地较为先进的教育系统也是依靠矿物出口的收益建立的。
黄金海岸在20世纪初能够取得众多经济及社会成就，在1919年－1927年间担任总督的弗雷德里克·戈登·格吉斯伯格（Frederick Gordon Guggisberg）功不可没。格吉斯伯格生于加拿大多伦多，在1889年加入英国陆军。他曾在1900年－1909年间担任黄金海岸和尼日利亚的测量官。一战爆发后格吉斯伯格回到陆军到法国服役。

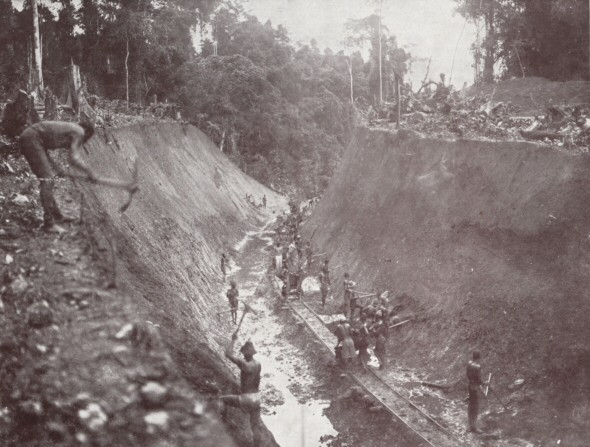
处于施工状态的铁路，摄于1925年。

格吉斯伯格上任之初就在立法局宣布将会进行一个十年计划。他建议首先改进交通，然后再依照轻重改善水供应、渠道、水电设施、公共建筑、城镇设施、学校、医院、监狱、通讯线路等等社会配套。格吉斯伯格也决定尽可能任用非裔技术人员，以最终实现半数技术人员皆为非裔的目标。他的计划在当时是西非史上最具雄心的计划。格吉斯伯格的其他计划包括在塔科拉迪兴建人工港以及在阿克拉开设阿奇莫塔学院（Achimota College）。
英式教育令加纳的精英产生了独立的意愿，并且掌握了独立的手段。当地的教育系统在英治时期得到了大幅改善。虽然殖民地最初只有教会开办的学校，但是政府对教育的关注和支持也随着时间的推移逐渐变增加。1909年，政府在阿克拉分别开设了一间技术学校和一间教师培训学院。而教会也拥有多间其他中学。政府持续增加对官立学校和私立学校的财政支持。1948年，政府更创办了当地第一所高等教育学院大学学院（University College）。
殖民地在两次大战中都协助了本土进行战事。一战期间，黄金海岸步兵团（Gold Coast Regiment）在喀麦隆及东非的战役中都表现出色。二战期间，当地的部队在埃塞俄比亚、缅甸等地立下了更大的战功。不过参与战事的老兵在归乡后却受到了通胀及不稳问题困扰变得越发不满。战时的经历令他们不在满足于接受殖民政府为他们安排的低微职位。

## 民族主义运动
政府的权力随着殖民地的经济发展逐渐由总督和政府官员那里，转移到加纳人手中。这一转变造成了民族意识的逐步崛起和殖民地最终的独立。第二次世界大战后，民族意识的发展开始加速。市区开始出现一群支持民族主义分子的工人和商人，而引领他们的是接受过高等教育的精英。民族主义运动的发展速度不但令殖民政府震惊，也令不少保守的非裔人士感到意外。

### 早期发展
早在19世纪末，加纳就已经有一定数量的非裔精英不满殖民地总督独揽大权。19世纪80年代，沿岸地区的部分西化人士组织了原住民权益保护协会（Aborigines' Rights Protection Society）以反对政府制定侵犯传统土地使用权的法例。殖民地的其中一名非裔立法局议员J·E·凱斯利·海福德（J. E. Casely Hayford）还在1920年参加了英属西非国民大会（National Congress of British West Africa）。大会派出了一个代表团前往伦敦游说殖民地部在西非实现民选代议制度。这一组织是英属西非知识分子和民族主义者第一次结成联盟的标志。虽然代表团在伦敦没有受到接见，但是它在英属西非仍然获得了一定数量的精英支持。
尽管他们反对总督直接任命立法局议员的制度，鼓吹推行民选代议制度，但是他们仍然坚持自己忠于英国君主，认为自己只是想在非洲推行英国的政治及社会制度。当时的非裔民族领袖有阿弗里卡纳斯·霍尔顿（Africanus Horton）、约翰·门萨·沙尔巴赫（John Mensah Sarbah）和S.R.B. Attah-Ahoma等人。这些人令早期的民族主义运动都带有浓厚的精英主义色彩。
格吉斯伯格提出的1925年宪法在北部领土以外的地方设立了多个由酋长组成的省级会议。这些会议有权选举六名非官守立法局议员。虽然新政治架构似乎承认了民族感情，但是格吉斯伯格的主要目的还是维护英国利益。举例而言，他虽然给予了非裔人士在中央政府发声的机会，但是他对候选人设置了提名限制。这一做法导致了酋长和知识分子之间出现了裂缝。知识分子认为酋长为了得到支持，让出了地方会议。不过两者在30年代开始逐步修补关系。
争取民主的声音没有停息。由非裔人士经营的报社在这一运动当中扮演了重要角色。1943年，殖民地政府终于应民族主义者的要求在立法局为非裔人士加设了两个非官守议席。不过更为重大的立法局变动要等到工党上台之后才会发生。
1946年的黄金海岸宪法（又称为伯恩斯宪法）对政治制度作出了大幅改动。新宪法舍弃了立法局官守成员需要占多数的概念。新立法局由六名当然议员、六名委任议员和十八名民选议员组成。新宪法还允许了阿散蒂地区派出代表参加立法局。不过工党新政府仍然继承了以往对殖民地的观点：它们是原材料的产地，而英国需要依靠它们重建经济。在1948年阿克拉暴动（1948 Accra Riots）因为种种社会、经济及政治问题而爆发之前，英国政府的首要任务都不是把权力转交给非裔人士。
因为拥有一个以民选议员为主的立法机构，加纳达到了非洲其他殖民地无可比拟的政治成熟程度。不过新宪法并没有赋予加纳自治的权利。行政权仍然在总督手中。因此新体制虽然一开始受到了欢迎，但是最终仍然遇上了困难。老兵在战后归乡，因为发现故土物资不足、通货膨胀、失业率高企、黑市交易盛行，所以就加入了城市不满者的行列，等待进行颠覆性活动的时机。农民也因为政府下令砍伐染病可可树，加入了反政府阵型。

### 独立进程
虽然殖民地早在19世纪就已经有了政治组织，但是黄金海岸联合代表大会（United Gold Coast Convention，简称UGCC）是第一个以“在最短时间内”取得自治为目标的民族主义组织。UGCC由J·B·丹夸（J. B. Danquah）、G·A·格兰特（G. A. Grant）、R·A·阿武诺-威廉斯（R. A. Awoonor-Williams）和爱德华·阿库夫-阿多（Edward Akufo-Addo）等受过教育的非裔人士创立于1947年，主张用知识分子取代酋长出任立法局议员。对这些政治领袖而言，以间接统治为实践形式的传统政制是殖民和守旧的象征。他们认为他们有责任将国家带入一个新时代。这些知识分子还认为殖民政府应该因为他们受过教育而尊重他们，并且给予他们适当的职位。一位当时的作家写道，“进步、科学、自由、青春全部成为了新领袖宣传的事物。”UGCC领袖批评的焦点的尤其集中于政府未能解决战后社会各种问题一事上。

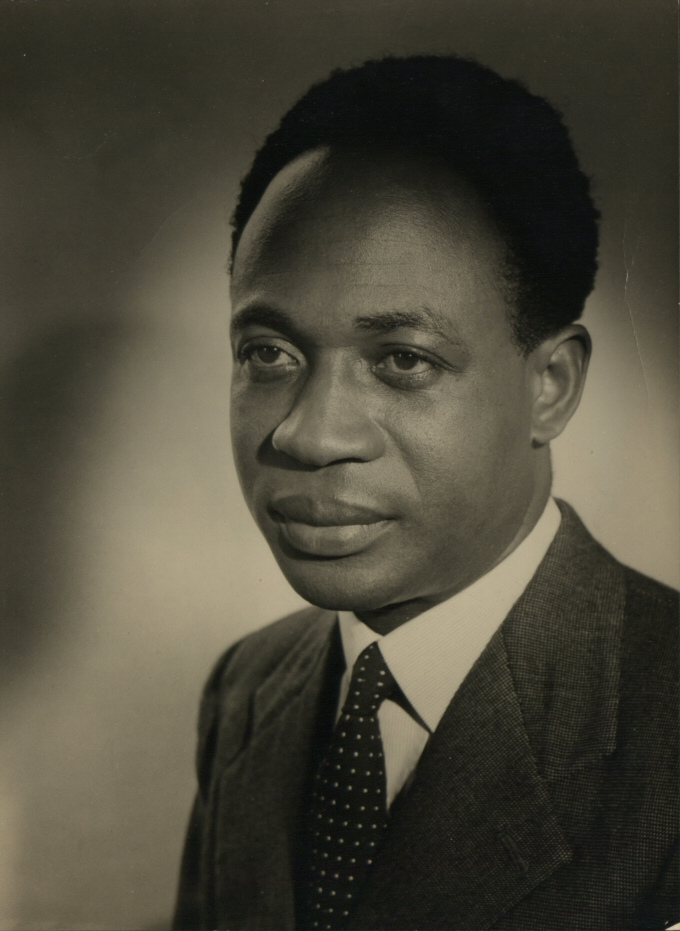
加纳政治家夸梅·恩克鲁玛，后为当地首任总理及总统。

UGCC的成员虽然反对英国统治，但是却不寻求采取戏剧性或者是革命性的行动。这大概是因为他们接受过英式教育。这一情况在夸梅·恩克鲁玛于1949年6月创立全国民主大会党（Convention People's Party，简称CPP）后发生了转变。
恩克鲁玛是Nzema人，生于恩克羅富爾（Nkroful），在哈夫阿西尼（Half Assini）和阿克拉就读过天主教学校。他随后在美国林肯大学（Lincoln University）和宾夕法尼亚大学深造。恩克鲁玛之后又到伦敦政治经济学院继续学业，期间积极参与西非学生联会（West African Students' Union）和泛非大会（Pan-African Congress）。他和另外几个非裔人士一起在1945年参加了曼彻斯特的第五届泛非大会。恩克鲁玛这段时间里结交了多个著名的反殖民主义知识分子，如西印度人乔治·帕德莫尔和非裔美国人W·E·B·杜波依斯。UGCC创立后，他接受邀请回到黄金海岸担任组织的秘书长。
恩克鲁玛担任秘书长时的局势并不太平。1948年3月，他和其他UGCC高层一起因为从事政治活动而被拘捕。被捕者被时人称为加纳政治的六巨头（Big Six）。次年年末，英国当局成立了由詹姆斯·亨里·库西爵士（Sir James Henley Coussey）主持的委员会，以指定黄金海岸的新宪法，并且为殖民地的最终独立铺设道路。恩克鲁玛不满其他UGCC接受邀请为委员会提供建议，脱离UGCC创立了CPP。和UGCC的目标“在最短时间内”取得自治不同的是，CPP主张“立即自治”。CPP的高层由恩克鲁玛、科乔·博齐奥（Kojo Botsio）、科姆拉·A·贝德马（Komla A. Gbedemah）等新一代职业政治家组成。CPP和UGCC的另一个不同之处是，CPP的成员对普通工人的身份更有认同感。
恩克鲁玛的宣传方式和政治承诺都吸引了大部分的工人、农民和青年。民众都将希望寄托于这个民族英雄身上。恩克鲁玛也赢取了众多市集女档主的支持，这些女性在小规模贸易当中具有重要角色，是地方层面的有效传播渠道。
因为经济、社会和教育因素，具有政治意识、受到报纸煽动的民众都和酋长、知识分子以及英国官员脱了节。这些民众主要由老兵、受过基础教育的人士、记者、小学教师组成，他们全部都偏好民主的民粹概念。人数不断增加的未受教育市区产业工人也是恩克魯瑪的支持群体之一。他成功用他们自己的语言争取了他们的支持。所以，当恩克魯瑪1949年7月建立CPP争取立即自治时，CPP就有了广泛的支持。
阿克拉暴动爆发后，英国政府根据库西委员会报告制定了1951年宪法。新宪法生效后，非裔人士在行政局当中占了多数。除此之外，政府还根据新宪法建立了一个新的立法会议，其成员一半民选产生，一半由酋长担任（北部领土的酋长也首次获准参加）。新体制虽然向自治迈出了一大步，但是仍然距离CPP的目标很远。新宪法颁布后，行政权仍然在英国人手中，而立法权也或多或少受到传统势力的操控。
越来越受支持的CPP在50年代初发起了一个“正面行动”的运动，以鼓励民众参加罢工和其他非暴力抵抗活动。恩克鲁玛及其副手在数个暴力事件出现后就立即因为煽动遭到了拘捕。不过这不但增加了他作为领袖和英雄的威望，还给予了他烈士的身份。1951年1月，新立法会议的首届选举开始进行。仍在狱中的恩克鲁玛成功赢得了一个议席；CPP整体上的成绩也十分优秀，总共取得了104个席位，也就是说三分之二的多数席位。
总督查尔斯·阿尔丁-克拉克爵士（Sir Charles Arden-Clarke）释放了恩克鲁玛，邀请他组建政府担任“处理政务的首脑”，即类似首相的职位。这是加纳走向独立和自治的重要里程碑。虽然1951年的体制离理想还有差距，但是CPP还是同意了在新体制下执政。新体制下，国防、外交、财政和司法部门仍然由无须向立法会议负责的英国官员掌管。除此之外，立法会议的酋长议席也加深了现代领袖和传统权威之间的鸿沟。
恩克鲁玛首个任期的标志是与英国总督之间的谅解和合作。加纳在接下来的几年里面逐步转变为完全的议会制。传统势力，尤其是阿散蒂及北部领土的酋长都反对这一政治转变。不过这一反对势力无法抵挡受到广大民众支持的目标早日独立实现。
1952年，总理一职正式创设。行政局成为了内阁。立法会议也正式选举恩克鲁玛为总理。1954年的新宪法废除了由酋长会议成员选举立法会议成员的做法。54年的宪法还扩大了立法会议的规模，规定了所有议员必须在平等、单议席的选区直选产生。仍然由总督掌管的只有国防和外交事务。民选议会差不多掌管了殖民地的所有内政事务。
CPP追求的中央集权政策遭到了激烈的反对。54的大选结束后，阿散蒂出现了新的政党的国民解放运动（National Liberation Movement，简称NLM）。NLM鼓吹联邦制，扩大各地的权力。NLM和另一地方政党北部人民党（Northern People's Party）具有合作关系。两党退出有关新宪法的协商后，CPP担心伦敦会因为此事认为殖民地进入下一阶段自治的时机尚未成熟。
不过，英国的宪制顾问支持CPP的立场。总督解散了立法会议，以测试民众对CPP立即独立的诉求支持度有多大。英国人表明，如果新一届立法会议三分之二的议员都要求独立那么就会实现他们的诉求。新大选在1956年7月举行。CPP在激烈的选战当中赢得了57%的议席，反对派的分化令他们得以取得了所有的南部议席和足够的北部、多哥兰议席。
在1956年7月的大选举行之前，英属多哥兰和法属多哥兰在联合国的监督之下进行了一次公投。英国的托管地原先是德属多哥兰的西部地区，在1919年开始就附属于黄金海岸，在后者的会议里面也有代表。公投的结果显示英属多哥兰的大部分居民支持和西部的黄金海岸合并，所以英属多哥兰在12月正式加入了黄金海岸。不过，英属多哥兰南部有一些Ewe人反对合并一事。